# Gervais Rioux
 (mars 2015).
Si vous disposez d'ouvrages ou d'articles de référence ou si vous connaissez des sites web de qualité traitant du thème abordé ici, merci de compléter l'article en donnant les références utiles à sa vérifiabilité et en les liant à la section « Notes et références ».
Gervais Rioux (17 novembre 1960 à Mont-Joli dans la province de Québec au Canada - ) est un coureur cycliste canadien.
Il a été cycliste professionnel, à la suite de quoi il a ouvert sa propre boutique de vélos, Cycles Gervais Rioux, et démarré son entreprise de fabrication de vélos haut de gamme, Argon 18.

## Carrière en cyclisme professionnel
De 1981 à 1990, Gervais Rioux a représenté le Canada lors d’évènements internationaux majeurs, dont les Jeux du Commonwealth en 1982 et 1986, et les Jeux olympiques d'été de 1988 à Séoul. Membre de l’équipe canadienne tout au long de sa carrière séniore, Gervais Rioux a pris part à tous les Championnats du monde de cyclisme sur route entre 1981 et 1990. En tout, il a cumulé plus de 150 victoires en quelque 1500 courses et 18 années de carrière. 

## Palmarès
- 1978
  - Gagnant de l’unique épreuve de sélection pour les Championnats du monde de cyclisme sur route juniors
  - Tour du Saguenay-Lac-Saint-Jean juniors

- 1979
  -  Champion du Canada sur route juniors
  - Tour du Saguenay-Lac-Saint-Jean juniors

- 1983
  - Grand Prix de Vimy
  - 2e de la Ronde de l'Oise
  - 3e de Paris-Reims

- 1985
  -  Champion du Canada sur route
  - Grand Prix Marc Blouin
  - Deux étapes de la Mi-août en Bretagne
  - Grand Prix de Toulon

- 1986
  - Grand Prix Marc Blouin

- 1987
  -  Champion du Canada sur route
  - Grand Prix Val-Bélair
  - Nevada City Classic

- 1988
  - Tour de Beauce
  - Coupe Canada

- 1989
  - Tour du Saguenay-Lac-Saint-Jean

- 1990
  - 2e du Tour de la Martinique

Il a également fait sa marque aux États-Unis en remportant des courses prestigieuses, dont le Great Coconut Grove Bicycle Race et le Key Biscayne et South Miami Classic.

## Formations cyclistes professionnelles[réf.nécessaire]
- Vélo Sport (1983-1986)
- Bloor Cycle (1986)
- Ten Speed Drive (1987-1988)
- Evian-Miko (1989-1990)

## Carrière d’entrepreneur
Une fois sa carrière professionnelle terminée, Gervais Rioux a fait sa marque comme homme d’affaires. Depuis 1989, il est propriétaire de la boutique Cycles Gervais Rioux et il est à la tête de l’entreprise de fabrication de vélos haut de gamme Argon 18, avec son frère Martin Rioux. Aujourd’hui, les vélos Argon 18 sont offerts aux quatre coins du monde, dans plus de 50 pays.

### Honneurs
- Gervais Rioux a été choisi athlète de la décennie des années 1980 pour la région de l’Est du Québec[réf. nécessaire]
- En novembre 2008, il a été intronisé au Temple de la renommée du cyclisme québécois[1]
- La piscine municipale de Mont-Joli porte son nom.